# La Salvetat-Saint-Gilles
Salvetat-Saint-Gilles – miejscowość i gmina we Francji, w regionie Oksytania, w departamencie Górna Garonna.
Według danych na rok 1990 gminę zamieszkiwały 4282 osoby, a gęstość zaludnienia wynosiła 745 osób/km² (wśród 3020 gmin regionu Midi-Pireneje Salvetat-Saint-Gilles plasuje się na 71. miejscu pod względem liczby ludności, natomiast pod względem powierzchni na miejscu 1428.).